# テスタッチョ

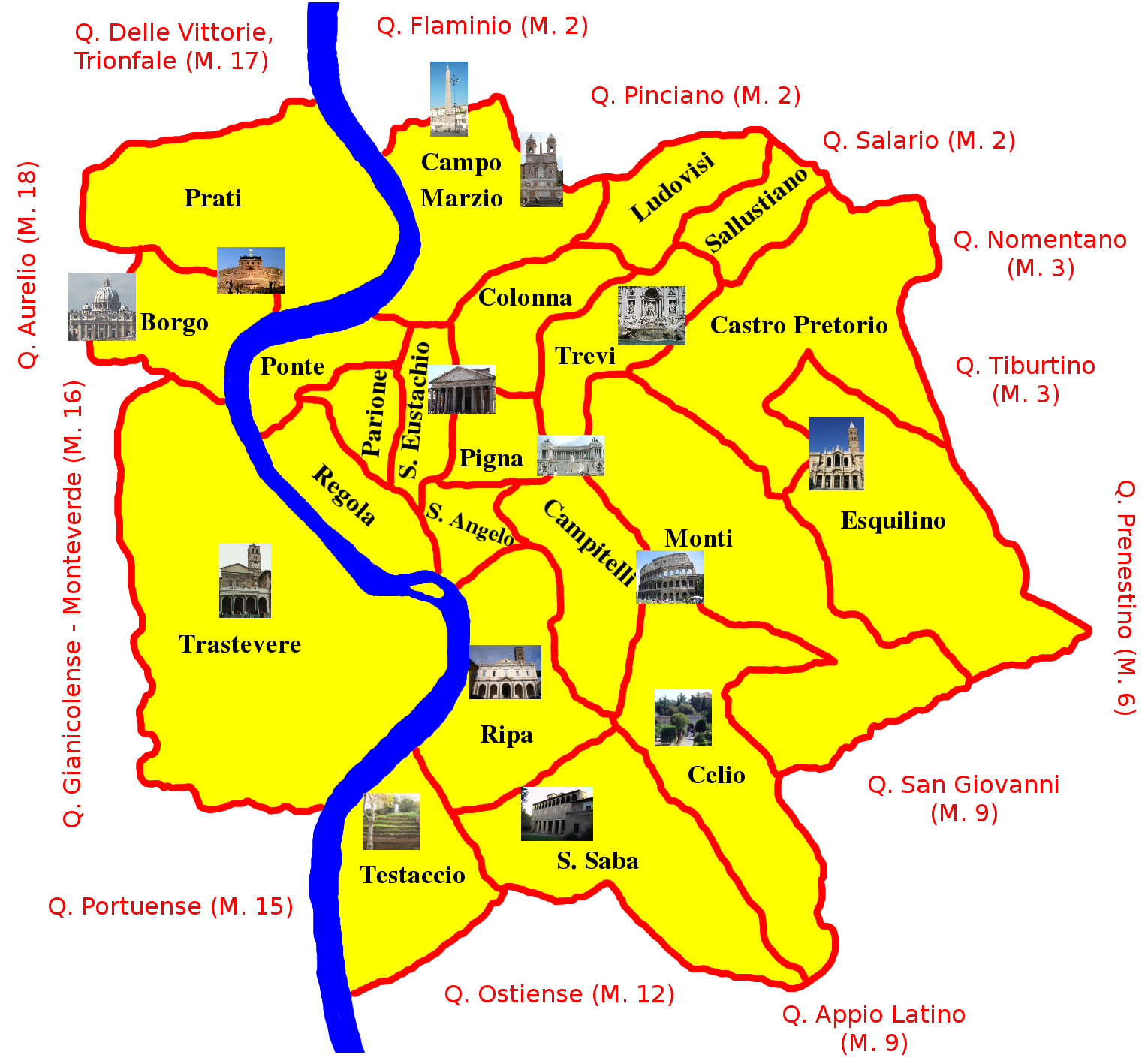
ローマの地図

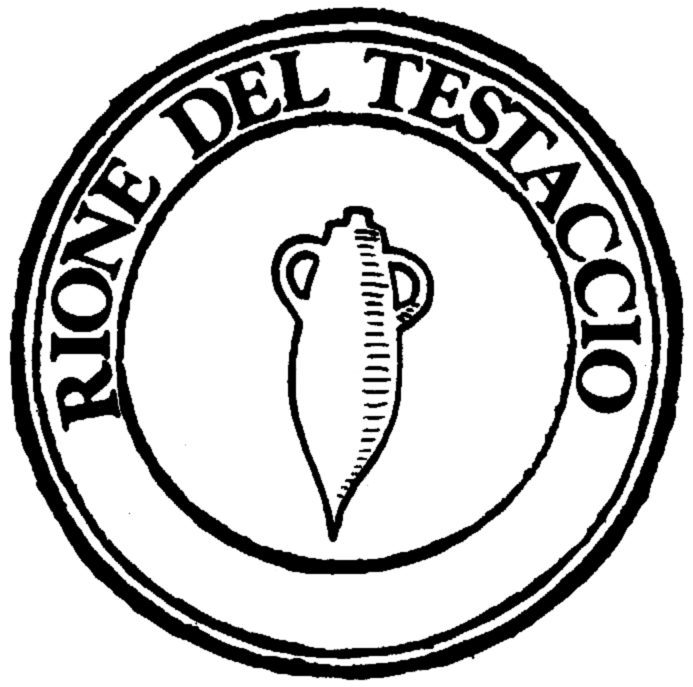
Logo of the rione

テスタッチョ（Testaccio）は、ローマの地区。ローマに22あるリオーネの1つでかつ、12世紀からある12の旧市街のうちの1地区である。

## 概要
名称はテスタッチョ山に由来している。古代には、ティベル川を利用した貿易がここで行なわれ、土器（アンフォラ）の破片の残骸が堆積して人工的にテスタッチョの丘を形成していた。今日では、古代ローマの日常生活の歴史の考古学上の多くの史料を提供している。リオーナ の印章がこれらのアンフォラの一つに描かれている。現在ではこの地区は肉屋の活動の中心となっている。テスタッチョはローマの伝統的な労働階級の居住区で、最近では過酷な労働者達の居住地域から、ヒップスターの居住地域へとその評判を変えつつある。この地区はローマの食事処の中心地で en:Giolitti gelato shopなどを含む。テスタッチョの評判は旅行者の間で広まっている。